# Gerard van der Lem
Pieter Gerardus (Gerard) van der Lem (Amsterdam, 15 november 1952) is een Nederlands voormalig profvoetballer en voetbaltrainer.
Van der Lem debuteerde in het begin van het seizoen 1973/74 in het betaalde voetbal namens FC Amsterdam uit zijn gelijknamige geboorteplaats. Hij veroverde in zijn debuutseizoen direct een basisplaats als rechtsbuiten en werd dat seizoen vijfde van de achttien clubs met FC Amsterdam in de Eredivisie. 
Een jaar later, medio 1975, na een kwartfinale in het Europacup III-toernooi met FC Amsterdam in 1974/75, vertrok Van der Lem naar Roda JC in Kerkrade. Hij kende twee sterke seizoenen in Limburg, waar hij in 1975/76 met Roda de bekerfinale bereikte (PSV-Roda JC 1-0). Daar PSV tevens landskampioen 1975/76 was en dus in 1976/77 Europacup I-voetbal speelde, mocht Roda als verliezend beker-finalist PSV in het Europacup II-toernooi voor bekerwinnaars vervangen. In 1976/77 speelde Roda JC in de eerste ronde van het Europacup II-toernooi voor bekerwinnaars tegen het Belgische Anderlecht (Brussel), waar onder meer de Amsterdamse linkerspits en veelvuldig international Rob Rensenbrink speelde. Roda bood goed tegenpartij tegen de Europacup II-winnaar van het voorgaande seizoen 1975/76, maar werd wel uitgeschakeld (2 kleine nederlagen, 2-3 thuis, 2-1 uit). In de eredivisie eindigde Roda als 5de, met 53 goals vóór en 35 goals tegen. Daarna werd van der Lem half 1977 aangetrokken door Feyenoord. Aanvankelijk speelde Van der Lem zich ook in Rotterdam in de basis, maar in zijn derde seizoen kwam hij door de concurrentie met onder andere Richard Budding minder aan spelen toe. Feyenoord speelde dat seizoen 1979/80 met maar liefst 5 rechterspitsen in de selectie, eindigde als 4de in de eredivisie, en won de KNVB beker. Van der Lem vertrok vlak voor het eind van dit seizoen op huurbasis naar Sparta Rotterdam. Zijn laatste vier seizoenen als actief speler bracht hij vanaf half 1980 door bij FC Utrecht, waar hij half 1984 zijn carrière beëindigde.
Van der Lem was onder andere trainer bij AZ en assistent-trainer bij Ajax (1990-1997 onder Leo Beenhakker en Louis van Gaal, 2002-2003, 2004-2006). In december 2001 stapte hij zelf op als trainer van AZ na een reeks zwakke resultaten. Begin 2007 was hij korte tijd trainer van Apollon Limasol op Cyprus. Ook op Cyprus werd hij voortijdig aan de kant gezet. In het seizoen 2008-2009 was hij, samen met Mike Snoei, assistent-trainer van Henk ten Cate bij Panathinaikos FC. Van der Lem heeft successen geboekt als assistent van Louis van Gaal (1991-1997). Op eigen benen als hoofdtrainer won hij in 2002 met Saoedi-Arabië zowel de Arab Nations Cup als de Golf Cup of Nations. In oktober 2009 nam Van der Lem zelf ontslag bij Panathinaikos als assistent van Henk ten Cate. Half 2006 werd hij bij Ajax ontslagen als assistent-trainer, samen met hoofdtrainer Danny Blind en assistent-trainer Ruud Krol. Daarna was van der Lem  nog assistent-trainer en hoofd jeugdopleiding bij Kayserispor.
Enkele uitspraken van van der Lem in het seizoen 1985/86: Over Feyenoord-directeur Peter Stephan, in de 1970'-er jaren: "Nou kon je van die man van alles zeggen, maar niet, dat hij niet kon analyseren. Stephan kon haarscherp analyseren." Over jeugdteams van Ajax in het seizoen 1985/86: "Je kunt, als Ajax-jeugd zijnde, beter op het nippertje maar net met 1-0 van de Feyenoord-jeugd winnen, en er vreselijk hard voor moeten werken, dan op je gemakkie met 7-0 over de C1 van Zeeburgia heen walsen. Want daar leren ze niets van."

## Carrière

### Speler
| Seizoen | Club               | Wedstrijden | Doelpunten | Land      |
| ------- | ------------------ | ----------- | ---------- | --------- |
| 1973/75 | FC Amsterdam       | 66          | 8          | Nederland |
| 1975/77 | Roda JC            | 66          | 10         | Nederland |
| 1977/80 | Feyenoord          | 72          | 9          | Nederland |
| 1979/80 | → Sparta Rotterdam | 10          | 1          | Nederland |
| 1980/84 | FC Utrecht         | 86          | 17         | Nederland |
| Totaal  |                    | 300         | 45         |           |

### (Assistent-)trainer
| Seizoen | Club/land                          | Hoofdtrainer | Assistent | Land        |
| ------- | ---------------------------------- | ------------ | --------- | ----------- |
| 1984/85 | AZ'67                              |              | x         | Nederland   |
| 1985/86 | AZS (amateurs)                     | x            |           | Nederland   |
| 1986/89 | HFC Haarlem                        |              | x         | Nederland   |
| 1989/90 | HFC Haarlem (a.i.)                 | x            |           | Nederland   |
| 1990/97 | Ajax                               |              | x         | Nederland   |
| 1997/99 | FC Barcelona                       |              | x         | Spanje      |
| 1999/01 | AZ                                 | x            |           | Nederland   |
| 2001/02 | Oita Trinita                       | x            |           | Japan       |
| 2002/03 | Jong Ajax                          |              | x         | Nederland   |
| 2002/04 | Saoedi-Arabië                      | x            |           |             |
| 2004/06 | Ajax                               |              | x         | Nederland   |
| 2006/07 | Apollon Limassol                   | x            |           | Cyprus      |
| 2006/07 | Sharjah                            | x            |           | VAE         |
| 2007/09 | Panathinaikos                      |              | x         | Griekenland |
| 2010/11 | Kayserispor                        |              | x         | Turkije     |
| 2010/11 | Kayserispor (hoofd jeugdopleiding) |              |           | Turkije     |

## Prijzen

### Prijzen als speler
| Seizoen | Competitie | Club      |
| ------- | ---------- | --------- |
| 1979/80 | KNVB beker | Feyenoord |

### Prijzen als assistent-trainer
| Seizoen | Competitie                 | Club         |
| ------- | -------------------------- | ------------ |
| 1989/90 | Eredivisie                 | Ajax         |
| 1991/92 | UEFA Cup                   | Ajax         |
| 1992    | Nederlandse Supercup       | Ajax         |
| 1992/93 | KNVB beker                 | Ajax         |
| 1993/94 | Eredivisie                 | Ajax         |
| 1994    | Nederlandse Supercup       | Ajax         |
| 1994/95 | UEFA Champions League      | Ajax         |
| 1994/95 | Eredivisie                 | Ajax         |
| 1995    | Nederlandse Supercup       | Ajax         |
| 1995    | Wereldbeker voor clubteams | Ajax         |
| 1995    | UEFA Super Cup             | Ajax         |
| 1995/96 | Eredivisie                 | Ajax         |
| 1997    | UEFA Super Cup             | FC Barcelona |
| 1997/97 | La Liga                    | FC Barcelona |
| 1997/98 | Copa del Rey               | FC Barcelona |
| 1998/99 | La Liga                    | FC Barcelona |
| 2006    | Johan Cruijff Schaal       | Ajax         |
| 2005/06 | KNVB beker                 | Ajax         |

### Prijzen als trainer
| Seizoen | Competitie               | Club / Land   |
| ------- | ------------------------ | ------------- |
| 1985/86 | KNVB Beker voor amateurs | AZS           |
| 2002    | Golf Cup of Nations      | Saoedi-Arabië |
| 2002    | Arab Nations Cup         | Saoedi-Arabië |